# 古騰堡中學校園槍擊案
古騰堡中學校園槍擊案（德语：Amoklauf von Erfurt）是於2002年4月26日，發生在德國中部城市爱尔福特谷登堡中学的校園槍擊案。兇手自殺前共有16人死亡，受害者多數為學校教師。

## 死者及槍備
兇手罗伯特·施泰因霍伊泽（Robert Steinhäuser）於槍擊案發生的數個月前因沉迷游戏而引发的逃學及串謀偽造請假紙被學校開除。他向其家庭成員隱藏被學校開除的消息，他仍然每天外出，目的是令父母以為兒子仍有上學。在槍擊案中他使用一枝9毫米Glock 17手槍，背上雖然還綁有一支泵動式霰彈槍，但兇手未在此槍擊案中使用該槍。兇手擁有這兩枝槍的使用牌照。

## 4月26日；古騰堡健身室裡的射擊
案發當日，他照平常時間離開住所，告知父母當日是他考試的日子。豪爾於學校洗手間換上黑色類似忍者裝束，大約於11:00開始射擊。
兇手一間一間走過課室，每次短暫停留在課室門口向教師發射子彈，然後再走到另一間，根據學生所述，他只瞄向老師，不過有兩位學生被殺死，可能是非故意的。
槍擊開始的五分鐘後，警察開始到達現場，兇手從窗口瞄準，擊中一位警察頭部使其立即死亡。在兇手自殺之前，他遇到自己其中一位老師赖纳·海泽（Reiner Heise），該位老師叫住兇手，並說：「扣下扳機！如果你要向我發射，就看著我的眼睛！」（"Drück ab! Wenn du mich jetzt erschießt, dann guck mir in die Augen!"）兇手其後脫下面罩，並回答：「Heise，今天已經夠了。」（"Für heute reicht's, Herr Heise!"）
根據海泽所述，他然後與兇手交談過一段短時間，引誘他走到一間空置房間的出入口，然後把兇手推入房間並將門鎖上，兇手其後很快自殺，其屍體於數小時後被警方發現。

## 第二位兇手
事件後一直流傳有第二位槍手的流言，一些目擊者認為他們有看到，不過在2004年4月，一個叫Gasser Commission的組織（由古騰堡行政機構召集），排除有共犯的可能性，但不排除有共謀。
可能有一位兇手在網上認識的朋友在2002年初就知道兇手的計劃，但官方並未証實此事。

## 瑣事
- 兇手所說的其中一句「今天已經足夠了」是其中一本關於屠殺而極具爭議性書籍的書名，這本書的作者是Ines Geipel。
- 在整次槍擊案中，兇手發射了71發9毫米直徑子彈。
- 在槍擊案同一日，德國政府討論将槍械持有者的最低年齡由18歲提高至21歲。

## 教育條例
爱尔福特的教育條例備受強烈批評。與大多數德國邦不同，他們不舉行10年級大考，如果學生12年級（高三）大考不合格，或大考前就被開除，就不能畢業，從而獲得較差工作前景。有關法例於2003年修訂，學生可參加自願性的10年級和初中大考，2004年起，該考試是強制性的。

## 外部連結
- 德国校园大屠杀 造成17人丧生 （页面存档备份，存于）——東方新聞關於此事件的專題